# ميخائيل بوجدانوف
ميخائيل بوجدانوف (بالروسية: Богданов, Михаил Леонидович)‏ هو دبلوماسي روسي، ولد في 2 مارس 1952 في موسكو في روسيا.